# Víctor Reyes (músico)
Víctor Reyes (Salamanca, 25 de febrero de 1962) es un músico y compositor español, conocido por sus trabajos en cine y televisión. Algunas de sus obras más populares son las bandas sonoras de Buried (Enterrado) o Grand Piano, ambas ganadoras del IFMCA a la Mejor Banda Sonora, o The Night Manager (El infiltrado), partitura ganadora del Emmy en 2016.

## Biografía
Con formación clásica, finaliza sus estudios musicales en el Conservatorio de Ópera de Madrid, desarrollando durante los años 90 una dinámica carrera como arreglista para artistas internacionales como Julio Iglesias, Plácido Domingo, Ricky Martin o Montserrat Caballé, y grupos como Mecano, La Década o Cómplices. Es durante este período cuando entra en contacto con medios audiovisuales y escribe las banda sonoras de las notorias Como un relámpago (Miguel Hermoso, 1996) y Lisboa (Antonio Hernández, 1999), siendo unánimemente reconocido por la crítica. Dedicado en exclusiva a la composición desde 2000, ha escrito la música para diversas producciones nacionales e internacionales, como One of the Hollywood Ten (Karl Francis, 2001), Todas las azafatas van al cielo (Daniel Burman, 2002), En Solitario (Turning Tide), Christophe Offensein, 2013, o En la ciudad sin límites (Antonio Hernández, 2002), partitura que otorga al compositor gran notoriedad al ser nominada al premio Goya a la mejor música. En 2007 inicia su colaboración con el director Rodrigo Cortés, cineasta mundialmente aclamado para el que ha realizado la composición de la integridad de su obra cinematográfica, que conforman Concursante en 2007, película en la que tanto el director como el compositor fueron nominados a los Goya, la ya mencionada Buried (Enterrado) en 2009, Luces Rojas, en 2012, Down A Dark Hall (Blackwood) en 2018, y la última producción del director, Love Gets A Room (El amor en su lugar), en 2021.
Actualmente[¿cuándo?] el compositor se encuentra realizando diversas producciones nacionales e internacionales, como la serie El Internado - Las Cumbres, la producción de Mediaset Entrevías, o la última película de Rodrigo Cortés, Love Gets a Room (El amor en su lugar).

## Filmografía
- Love Gets a Room (El amor en su lugar), 2021
- Historias para no dormir, 2021
- El internado: Las Cumbres, 2021
- Vivir sin permiso, 2018-2020
- Down a Dark Halll (Blackwood), 2018
- Perfectos desconocidos, 2017
- The Night Manager (El infiltrado), 2016
- Grand Piano, 2013
- Luces rojas, 2012
- Buried, 2010
- Sin tetas no hay paraíso, 2008-2009
- Concursante, 2007
- Lola (La Película), 2007
- Motivos personales, 2005
- Todas las azafatas van al cielo, 2002
- En la ciudad sin límites, 2002
- El gran marciano, 2000
- Lisboa, 1999
- Como un relámpago, 1996

## Premios
Medallas del Círculo de Escritores Cinematográficos
| Año  | Categoría    | Película            | Resultado |
| ---- | ------------ | ------------------- | --------- |
| 2013 | Mejor música | Grand Piano         | Ganador   |
| 2021 | Mejor música | El amor en su lugar | Ganador   |

Premios Feroz
| Año  | Categoría             | Película    | Resultado |
| ---- | --------------------- | ----------- | --------- |
| 2013 | Mejor música original | Grand Piano | Ganador   |

Premios Emmy
| Año  | Categoría                                                            | Película                          | Resultado |
| ---- | -------------------------------------------------------------------- | --------------------------------- | --------- |
| 2016 | Outstanding Music Composition For A Limited Series, Movie Or Special | The Night Manager (El infiltrado) | Ganador   |
| 2016 | Outstanding Original Main Title Theme Music                          | The Night Manager (El infiltrado) | Nominado  |